# Tsequinváli
Tsequinváli, Tsequinval, Cequinváli ou Cequinval (também escrito Tskhinvali, Cchinvali ou Cxinvali; em georgiano: ცხინვალი, AFI: /t͡sxinvali/; em osseta: Цхинвал, Tskhinval ou Чъреба, Ch'reba ouçaⓘ; em russo: Цхинвал(и)), é a capital da disputada república independente de facto da Ossétia do Sul, internacionalmente considerada parte da Ibéria Interior, Geórgia (exceto pela Federação Russa e quatro outros estados membros da ONU), e anteriormente a capital do antigo Oblast Autônomo da Ossétia do Sul da Geórgia Soviética.
Em 1996, o governo georgiano deu o nome de Tsequinváli à antiga República Autónoma da Ossétia do Sul. [carece de fontes?]

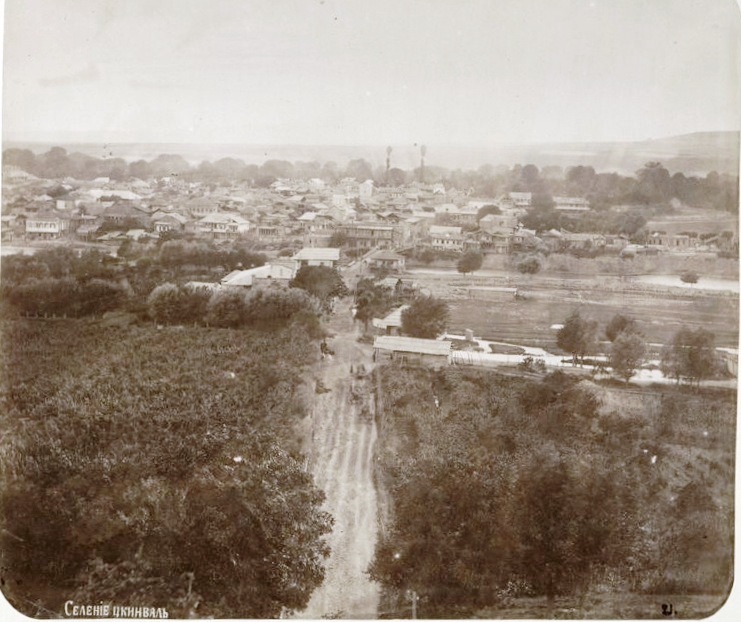
Tsequinváli em 1886